# Novelism
Novelism（ノベリズム）は、株式会社viviONが提供する小説投稿サイト。また「NovElisM/ノベリズム」は株式会社YANNの登録商標である。

## 概要
Novelism（ノベリズム）は小説投稿サイトの概念に捉われない新しい小説投稿サイトを目指して開設されたサイト。
有料コンテンツが存在し、投稿される作品の中より、特に優秀な作品をコンテンツ化することを目指したサービスである。これらを契約作品と称す。
サービスインと同時に文学賞が行われたりした。

## 沿革

### 2020年
9月1日 - サービス開始、ノベリズム大賞募集開始
12月7日 - スマートフォン向けアプリの提供開始

### 2021年
4月26日 - 電子書籍レーベル「ノベリズム文庫」が創刊

### 2022年
11月1日 - 運営業務移管により運営会社が株式会社YANNから株式会社viviONへ(これによりアプリの提供終了が発生したと見込まれる)